# Liste der Steinkreuze in der Stadt Erlangen
In dieser Liste der Steinkreuze in der Stadt Erlangen sind die Steinkreuze (Sühnekreuze, Kreuzsteine etc.) in der Stadt Erlangen in Mittelfranken, Bayern aufgelistet. Diese Liste erhebt keinen Anspruch auf Vollständigkeit.
| Gemeinde, Ortsteil     | Lage                                                        | Objekt                                       | Beschreibung | Akten-Nr.      | Bild                              |
| ---------------------- | ----------------------------------------------------------- | -------------------------------------------- | --- | -------------- | --------------------------------- |
| Erlangen, Bruck        | Fürther Straße (Standort)                                   | Fünf Steinkreuze, sogenannte Keltschensteine | Sandstein, spätmittelalterlich. | D-5-62-000-772 | weitere Bilder \| Fotos hochladen |
| Erlangen, Eltersdorf   | Dichtenast, 800 m südöstlich des Ortes (Standort)           | Steinkreuz, sogenannter Egidienstein         | Sandstein, angeblich 1396, dreipassförmig, auf der Vorderseite Relief des heiligen Ägidius mit Krummstab und Hirschkuh, verwitterte Inschrift „S. EGIDIVS“. | D-5-62-000-846 | weitere Bilder \| Fotos hochladen |
| Erlangen, Eltersdorf   | Kreuzsteinstraße, am nördlichen Ortsausgang (Standort)      | Steinkreuz, sogenannter Kreuzstein           | Sandstein, 15. Jahrhundert, auf der Vorderseite Basrelief einer Christusfigur.                                                                              | D-5-62-000-847 | weitere Bilder \| Fotos hochladen |
| Erlangen, Eltersdorf   | Langenaustraße 3 (Standort)                                 | Steinkreuz                                   | Marmor, ca. 2005, mit Inschrift. Entwurf: Hans Löslein, Entwurf: Sperner Boxdorf.                                                                           | keine          | Fotos hochladen                   |
| Erlangen, Frauenaurach | Willi-Grasser-Straße (Standort)                             | Steinkreuz                                   | Sühnekreuz, spätmittelalterlich, grob gehauenes Sandsteinkreuz mit hohem Stamm und Inschrift.                                                               | D-5-62-000-873 | weitere Bilder \| Fotos hochladen |
| Erlangen, Kosbach      | Am Deckersweiher 5 (Standort)                               | Steinkreuz                                   | Gedenkkreuz, ca. 1890, Inschrift „1881 Paulus 1890“ | keine          | Fotos hochladen                   |
| Erlangen, Kosbach      | Hegenigstraße 8, im Garten neben einem Bildstock (Standort) | Steinkreuz                                   | Sandstein, spätmittelalterlich. | D-5-62-000-977 | weitere Bilder \| Fotos hochladen |
| Erlangen, Kriegenbrunn | Schleusenstraße 57, auf dem Betriebsgelände (Standort)      | Steinkreuz                                   | Sandstein, spätmittelalterlich, stark eingesunken. | D-5-62-000-900 | weitere Bilder \| Fotos hochladen |